# Garcés de Marcilla

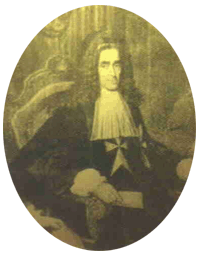
Ramón Despuig y Martínez de Marcilla.

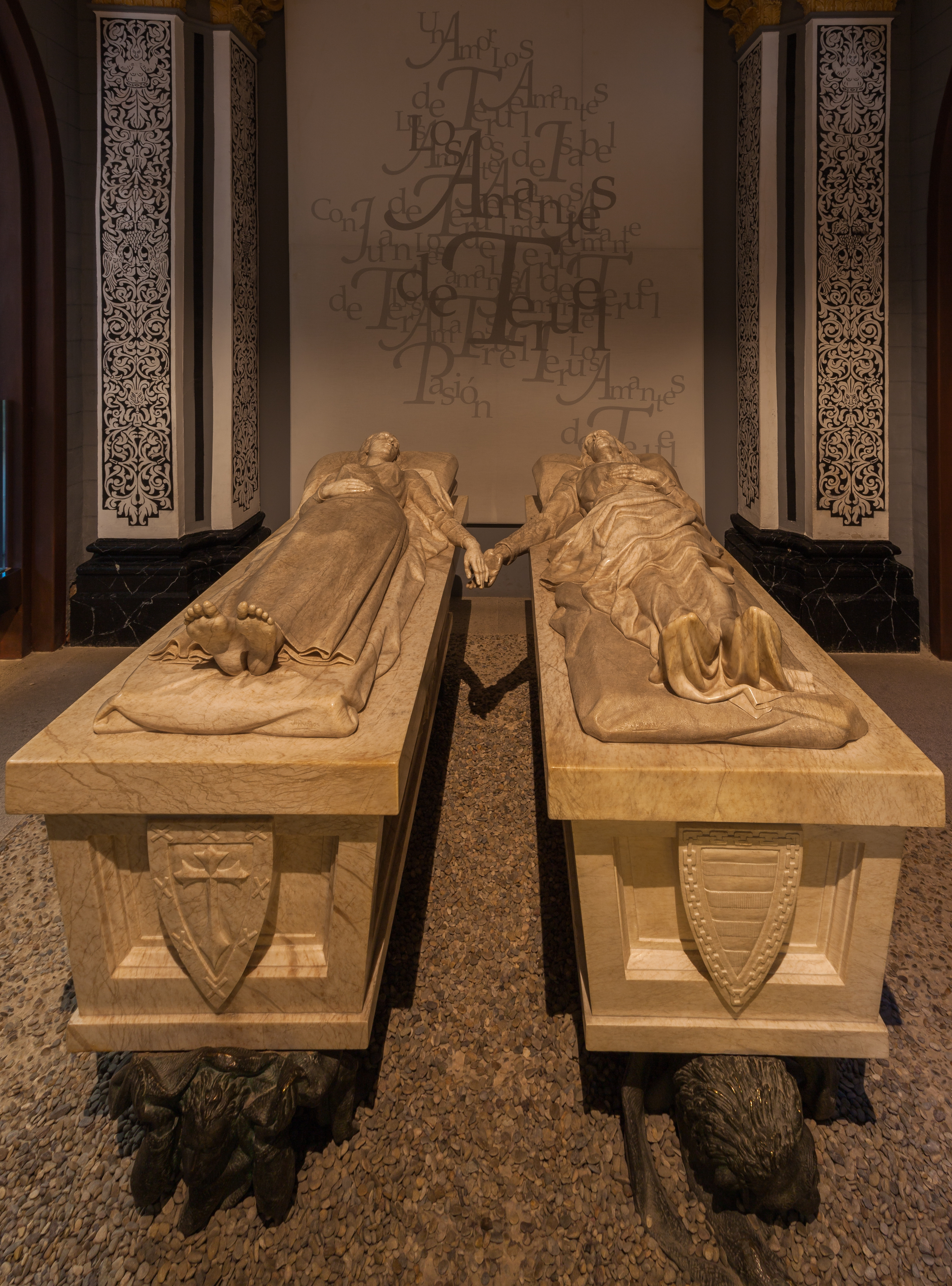
Mausoleo de los amantes en la iglesia de San Pedro de Teruel, obra de Juan de Ávalos y Taborda.

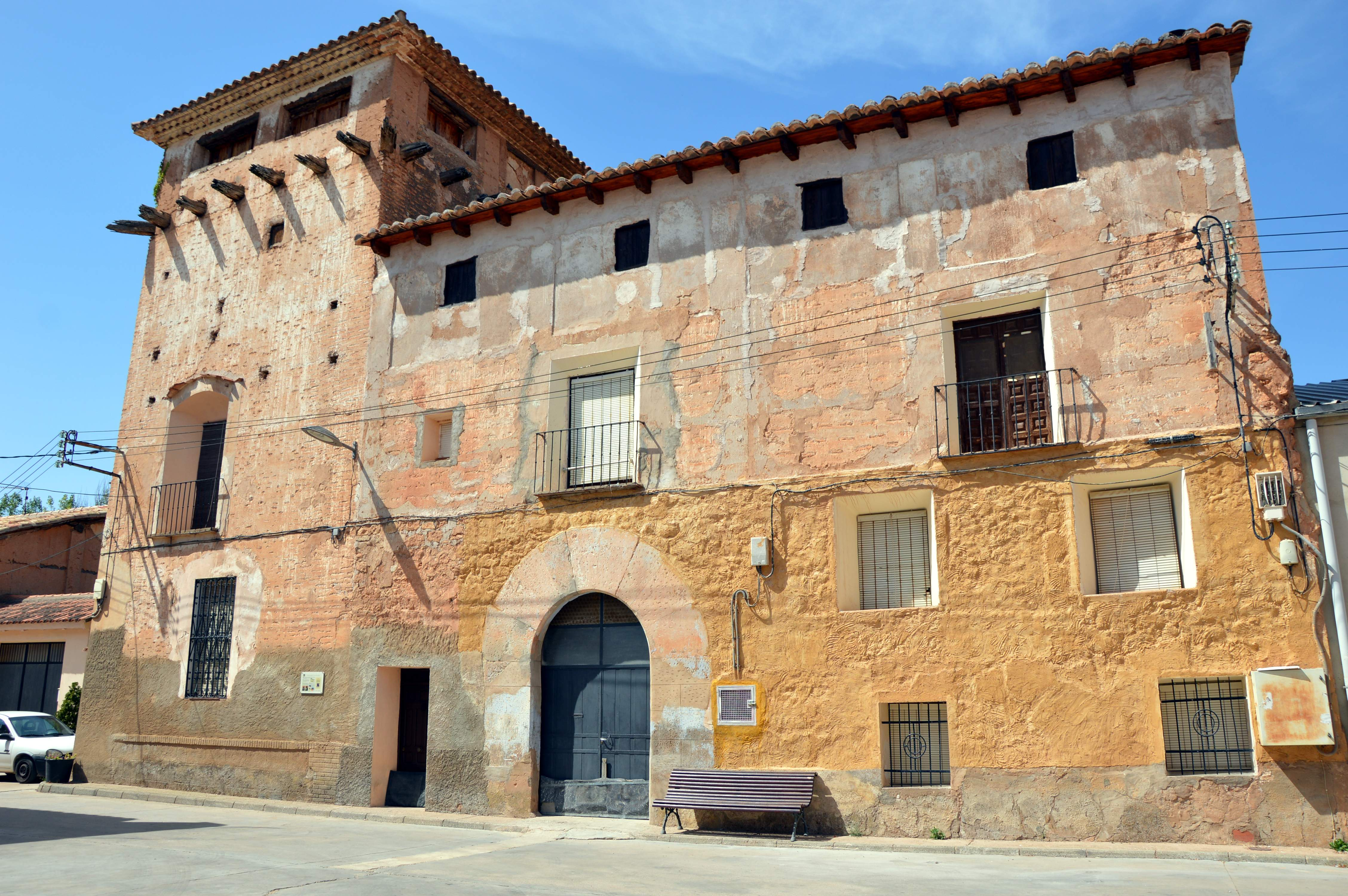
Vista frontal (oriental) de la Casa Grande de Torrealta, solar de los Garcés de Marcilla.

Garcés de Marcilla es un linaje de origen navarro descendientes de Fortún Garcés, hijo del infante de Navarra Don García, señor de Marcilla, y nieto de García Sánchez II de Pamplona, de la Dinastía Jimena, y quien recibe por nombre, a través de Toda Aznárez de Pamplona, el de su antepasado Fortún Garcés (de la Dinastía Arista-Íñiga), rey de Pamplona.[cita requerida]  Por lo tanto el apellido nace de la unión al Garcés de los reyes de Pamplona el "de Marcilla", territorio del que fueron señores desde García, y a efectos de distinguir a los descendientes de éste de otras ramas de la familia. Sus miembros no solo jugaron un papel destacado tanto en la historia de Navarra como en la del Reino de Aragón, territorio en el que estuvieron presentes desde el primer momento y en el que participaron, entre otros muchos acontecimientos, en la reconquista de Huesca y, tiempo después, en la de Teruel,  siendo de los primeros de quienes se tiene noticia en dicha ciudad a Blasco Garcés de Marcilla y a su hermano Martín, quienes en 1171 participaron en su conquista, y llevando desde entonces, tanto ellos como sus descendientes, el título nobiliario de bailío de dicha ciudad.
En relación con Teruel será  la casa que aporta alguno de los primeros jueces de la villa, entre ellos a Sancho o Pedro Pérez de Marcilla (1181-1182), a Blasco de Marcilla (1188-1189) o a Martín de Marcilla (1192-1193), dando nombre a una calle desde esos instantes,  siendo los enemigos constantes de los Muñoz o Sánchez Muñoz, y estando implicadas ambas familias en continuas banderías.  Asimismos, encontramos los trazos de este apellido en las listas de los jueces de la ciudad, desde 1176 hasta 1450, fijándose estos en veinte ocasiones. A estos efectos aclarar que el término de juez de Teruel en este periodo se refería a la persona que encabezaba la organización municipal de la ciudad y quien, siendo un oficial único, gobernaba sobre la villa y sus aldeas, siendo considerado la magistratura más alta de la ciudad, y al que se le exigían valores éticos además de cierta preparación técnica. Entre sus funciones estaban dirigir las asambleas de vecinos, así como se encargaba de ejecutar los acuerdos. Tenía, también, funciones militares directivas, pudiendo perseguir a los malhechores y disfrutaba de competencia en aspectos fiscales; de manera muy específica, disponía de atribuciones judiciales extensas y completas en un tribunal conjunto con los alcaldes. El cargo evolucionó en sus atribuciones a lo largo de la Edad Media, si bien, manteniendo su destacada posición. 
A este linaje pertenecen, entre otros, Gimeno Garcés, ricohombre de Aragón, quien en el siglo XI se distinguió al servicio de los reyes  Pedro I y  Alfonso I, y quien levantó una mesnada de hombres de guerra a su costa y tomó parte muy activa en la conquista de Barbastro en el año 1101, y en la de Mequinenza en 1133; 
- Fermín Garcés de Marcilla;
- Juan Diego Garcés de Marcilla,[3]  protagonista de la leyenda de  «Los Amantes de Teruel» junto con Isabel de Segura;
- Alfonso Garcés de Marcilla, consejero de Jaime I de Aragón, quien por su intervención en la conquista de Valencia, recibió del rey, su pariente, el lugar de Mascarell;
- Martín Garcés de Marcilla[4] (1238), casado con Irene Fernández de Heredia, capitán, juez de Teruel, e impulsor de la fundación del Convento de San Francisco de Teruel;
- Pedro Ginés Garcés de Marcilla,[5] monje cisterciense del monasterio de Piedra que fue obispo de Segorbe entre 1265 y 1272;
- Juan Garcés de Marcilla, alcaide de Albarracín, general de las Fronteras, señor de Pelpuz, Lasares y los Leopardes (siglo XV-XVI);
- Pedro Garcés de Marcilla,[6] hijo del anterior, primer señor de la Puebla de Valverde, fundado el 24 de abril de 1508, y señor de Árias;
- los Grandes Maestres de la Orden de Malta, Martin Garcés de Marcilla,[7]  entre 1595-1601, y Ramón Despuig y Martínez de Marcilla, entre 1736-1741);
- Juan Carlos José Garcés de Marcilla y Mezquita[8] (Teruel 14 de mayo de 1656, Arnedillo (La Rioja), 14 de julio de 1714). Predicador real, obispo de Barbastro y de Huesca;
- Joaquín Garcés de Marcilla y Villanova,[9] teniente coronel y comandante del tercio de Calatayud, creado el 1 de enero de 1809, y que intervino en el socorro de Zaragoza contra el ejército napoleónico durante la Guerra de la Independencia Española;
- Ambrosio Garcés de Marcilla y Cerdán[10] (Valencia, 30 de mayo de 1816–Barcelona, 1859), hijo del mariscal de campo Antonio Garcés de Marcilla y Llorens, barón de Andilla, y Josefa Cerdán.  Militar, científico, coronel del Ejército, teniente coronel de Ingenieros, al que se le considera como el introductor del telégrafo eléctrico en España, y quien publicó en 1851, en Barcelona, el Tratado de telegrafía eléctrica;
- Antonio Garcés de Marcilla y Cerdán[11] (Valencia, 11 de marzo de 1819–Tarragona, 31 de octubre de 1869), hermano del anterior.  General del ejército, quien en junio de 1843 se adhirió al pronunciamiento contra Espartero;
- Manuel Garcés de Marcilla,[12] barón de Andilla, senador por la provincia de Teruel, legislatura, 1891-1893;
- Josep Martí y Garcés de Marcilla,[13] pintor catalán decimonónico; etc.
- María de la O de Castro y Garcés de Marcilla, 8ª marquesa de Leis.

En cuanto a los títulos vículados históricamente a esta familia, directamente o por entronque matrimonial, se encuentran, entre otros, los señoríos sobre Marcilla, Barbastro, Alcañiz, Mascarell, y un largo etcétera, las baronias de Gaibiel, de Santa Croche, de Torrealta (donde construyeron la Casa señorial de los Garcés de Marcilla), o de Andilla, así como el condado de Priego, el de la Puebla de Valverde, el de  Morata de Jalón, o el de  Argillo, así como el marquesado de Leis y el marquesado de Villaverde.  Por este motivo son descendientes de este linaje, entre otros: la familia Martínez-Bordiú a través de Luis Bordiú y Garcés de Marcilla, abuelo de María de la O Esperanza Bordiú y Bascarán, condesa de Argillo, abuela de Carmen Martínez-Bordiú y, respectivamente, bisabuela de Luis Alfonso de Borbón; o, a través de la rama de los condes de la Puebla de Valverde Leoncio Alonso González de Gregorio y Álvarez de Toledo, XXII duque de Medina Sidonia, o su hermana Pilar González de Gregorio, a través de su padre José Leoncio González de Gregorio y Martí, quien a través de su antepasada Francisca de Pisa y Osorio, esposa de García Gil Malo de Marcilla, y al ser nieta del II marqués de Astorga, era descendiente del II conde de Niebla, Enrique de Guzmán, y, por lo tanto, era también descendiente de Guzmán el Bueno, fundador de la Casa de Medina Sidonia.
Armas: primera mitad, en campo azur, la cruz de Íñigo Arista, siendo la segunda mitad en campo de oro, cuatro fajas de gules; y todo rodeado con las cadenas de la Batalla de las Navas de Tolosa.
Divisa: No hay nobleza sin virtud.  Divisa que se encuentra tallada, en el palacio de los Garcés de Marcilla de Molina de Aragón, justo debajo del escudo que corona la puerta de entrada a dicho palacio y en el que se representan: en el primer cuarto el escudo de los Malo, en el segundo el de los Mendoza, en el tercero el de los Garcés de Marcilla, y en el cuarto, y último, posiblemente de los Rodríguez de Ribadeneira y Medrano.